# 渣汰沟
渣汰沟，又名菜食河、渣汰河，为白河一级支流之一，发源于北京延庆县四海镇横岭脚下，北流纳郭家湾、西沟等支流，于怀柔区宝山镇大沟门汇入白河，全程50.8 千米。水质Ⅱ级，为密云水库饮用水水源地上游水体。